# 佩坦真鰶
佩坦真鰶為輻鰭魚綱鲱形目鲱科的其中一種，分布於北美洲及中美洲的淡水流域，體長可達22公分，棲息在河川、湖泊、水庫、沼澤，成群活動，成魚偶爾會出現在半鹹水水域，以浮游生物為食，可做為食用魚。

## 擴展閱讀
維基物種上的相關：佩坦真鰶